# Giro del Piemonte 1997
Il Giro del Piemonte 1997, ottantacinquesima edizione della corsa, si svolse il 16 ottobre 1997 su un percorso di 200 km. La vittoria fu appannaggio dell'italiano Gianluca Bortolami, che completò il percorso in 4h23'40", precedendo i connazionali Paolo Lanfranchi e Biagio Conte.
Sul traguardo di Torino 73 ciclisti, su 172 partiti dalla medesima località, portarono a termine la competizione. 

## Ordine d'arrivo (Top 10)
| Pos. | Corridore            | Squadra           | Tempo    |
| ---- | -------------------- | ----------------- | -------- |
| 1    | Gianluca Bortolami   | Festina-Lotus     | 4h23'40" |
| 2    | Paolo Lanfranchi     | Mapei-Quick Step  | a 2"     |
| 3    | Biagio Conte         | Scrigno-Gaerne    | a 23"    |
| 4    | Christian Henn       | Team Telekom      | s.t.     |
| 5    | Pëtr Ugrjumov        | Roslotto          | s.t.     |
| 6    | Grzegorz Gwiazdowski | Cofidis           | s.t.     |
| 7    | Cédric Vasseur       | Gan               | a 34"    |
| 8    | Bruno Thibout        | Cofidis           | s.t.     |
| 9    | Alessandro Bertolini | MG Maglificio     | s.t.     |
| 10   | Luca Gelfi           | Brescialat-Oyster | s.t.     |